# 可畏级巡防舰
可畏级巡防舰（Formidable-class frigate）为新加坡海军現役巡防舰，是拉法葉級巡防艦的升级改进版本，可畏级的噸位與原裝版拉法葉級相近，但配備了更優秀的控制系統，因此在人力精簡的同時還具備了更優秀的硬體戰鬥設備。

## 建造背景
新加坡海軍在1990年代籌獲替換在1972年服役的海狼級巡邏艇，1990年代中期發國際邀約，計畫稱為NGVP（New Generation Patrol Vessel，新世代巡邏船），希望打造一款1,000噸級的巡防艦，初期需求8艘，需在1998年開工，NGVP有瑞典、美國、法國廠商參加競標。不過由於後續追加需求，修改規格，競標案拖延，到2000年3月3日，新加坡國防部正式公布法國造艦局得標，法國獲得新加坡訂單的關鍵是法方願意技術轉移給新加坡，只有首艦可畏號在法國洛里昂造船廠建造，同級的其它5艘艦艇均由新加坡科技公司在Benoi Sector的造船廠建造。
可畏號在2002年11月14日在法國開工，2004年下水。

## 技術概要
可畏級的基礎設計是從拉法葉級的防空衍生型，出售給沙烏地阿拉伯的利雅德級巡防艦演進。除了具備拉法葉級的先進匿蹤構型，也整合了高性能的作戰設備。但與其他姊妹艦有別之處，可畏級因為縮小上層結構，因此可採用全鋼質艦體結構，其它則是在艦體上層後段結構為了節約重量而採用複合材料。
動力
可畏級的動力機組架構為4具德製柴油引擎、雙軸推進。相對於其它以節約成本或是反潛為導向的拉法葉級，可畏級的輸出動力最強，未裝設船體聲納也使她水下阻力較其她艦要低，加上較輕盈的船體噸位，速度也是姊妹艦中最快，雖然公布極速為27節，但海試曾達到31節的成績。
武裝
可畏級由於是最晚設計的拉法葉級艦，武裝也完全收納入艦體當中，在外觀上只能看到艦炮，其餘武裝都已整合在艦體內部。武裝配置上與利雅德級幾乎相同，但有因應船體修改了裝備位置，
可畏級的防空武器是裝在艦艏B炮位的阿斯特飛彈，四組32管垂直發射器中有兩組是容積空間較短的Sylver A43、兩組是容積較長的Sylver A50，A43發射器裝載射程30公里的阿斯特15，A50發射器裝載最遠射程達120公里的阿斯特30。
反艦武器包括有艦艏76快炮，以及魚叉反艦飛彈，可畏級的船身中段可放置的魚叉飛彈發射器可超過2組以上，外界推測最多可以達到6組24枚，但目前沒有實際配置紀錄；艦艉直升機上方左右各設置一座遙控武器站，可對水面小型目標進行辨識與壓制。
反潛武器使用的是A244魚雷。

## 同级舰
| 名称              | 舷号 | 建造商     | 下水          | 服役          | 狀況   | 母港         |
| ----------------- | ---- | ---------- | ------------- | ------------- | ------ | ------------ |
| 可畏號 Formidable | 68   | DCNS洛里昂 | 2004年1月7日  | 2007年5月5日  | 服役中 | 樟宜海軍基地 |
| 無畏號 Intrepid   | 69   | 新加坡工程 | 2004年7月3日  | 2008年2月5日  | 服役中 | 樟宜海軍基地 |
| 堅定號 Steadfast  | 70   | 新加坡工程 | 2005年1月28日 | 2008年2月5日  | 服役中 | 樟宜海軍基地 |
| 不屈號 Tenacious  | 71   | 新加坡工程 | 2005年7月15日 | 2008年2月5日  | 服役中 | 樟宜海軍基地 |
| 堅强號 Stalwart   | 72   | 新加坡工程 | 2005年12月9日 | 2009年1月16日 | 服役中 | 樟宜海軍基地 |
| 無比號 Supreme    | 73   | 新加坡工程 | 2006年5月9日  | 2009年1月16日 | 服役中 | 樟宜海軍基地 |

### 相關
- 新加坡軍事
- 新加坡海軍
- 拉法葉級巡防艦 法國
- 康定級巡防艦 中華民國
- 利雅德級巡防艦 沙烏地阿拉伯

### 東協新世代巡防艦
- 拉登·艾迪·瑪爾塔迪納塔級巡防艦 印度尼西亞
- 江喜陀級巡防艦 緬甸
- 馬哈拉惹里拉級巡防艦 马来西亚
- 何塞·黎剎級巡防艦 菲律賓
- 蒲美蓬·阿杜德級巡防艦 泰國
- 獵豹級巡防艦 越南